# GEOnet Names Server
База GEOnet Names Server (GNS), сервер, який іноді в офіційній документації також називають даними Географічних імен або Геоіменами в адресах доменів та електронних адрес — послуга, що забезпечує доступ до Національного агентства геопросторової розвідки США (NGA) та Ради з географічних назв США (BGN), що містить бази даних про назви географічних об'єктів та їх місця розташування за межами США. База даних є офіційним сховищем Федерального уряду США щодо рішень про іноземні топоніми, затверджених Урядом. Щомісяця оновлюється приблизно 20 000 функцій бази даних.  Імена не видаляються з бази даних, «за винятком випадків очевидного дублювання». База даних містить допоміжні засоби пошуку, такі як варіації правопису та написання нелатинським шрифтом, на додаток до основної інформації про місце знаходження, адміністративний поділ та якість. Кожен запис бази — рядок, де, крім іншого, вказані широта/довгота, назва в UTF-8 і трансліті, і тип точки за класифікацією (Код класифікації ознак англ. Feature Classification Code): річки, гори, населені пункти і т. ін.
Станом на травень 2020 року GEOnet Names Server був недоступний для користувачів основних веббраузерів без додаткової конфігурації (настроювання) через те, що сертифікат відкритого ключа його HTTPS-сайту був випущений внутрішнім кореневим центром сертифікації Міністерства оборони США, якому не довіряють основні постачальники браузерів.